# Izium (huyện)
Huyện Izium (tiếng Ukraina: Ізюмський район, chuyển tự: Iziums’kyi raion) là một huyện của tỉnh Kharkiv thuộc Ukraina. Huyện Izium có diện tích 5.906,2 kilômét vuông, dân số theo điều tra dân số Ukraina năm 2020 là 172.120 người với mật độ 29 người/km². Trung tâm huyện nằm ở Izium.